# Listă de filme sovietice din 1935
- Filme sovietice din: 1934 — 1935 — 1936

Aceasta este o listă de filme produse în Uniunea Sovietică în 1935.
| Titlu              | Titlu original                        | Regizor                               | Distribuție                                                                          | Gen                                  | Note        |
| ------------------ | ------------------------------------- | ------------------------------------- | ------------------------------------------------------------------------------------ | ------------------------------------ | ----------- |
| 1935               |                                       |                                       |                                                                                      |                                      |             |
| Aerograd           | Аэроград                              | Aleksandr Dovzhenko                   | Stepan Shagaida, Sergei Stolyarov                                                    | Film științifico-fantastic, aventuri |             |
| Bezhin Meadow      | Бежин луг                             | Sergei Eisenstein                     | Viktor Kartashov                                                                     | Dramatic                             |             |
| Engineer Goff      | Инженер Гофф                          | Boris Shpis, Rashel Milman            |                                                                                      |                                      |             |
| Happiness          | Счастье                               | Aleksandr Medvedkin                   | Pyotr Zinovyev                                                                       | Comedie                              |             |
| Lyotchiki          | Лётчики                               | Yuli Raizman, Grigori Levkoyev        | Ivan Koval-Samborsky                                                                 | Dramatic                             |             |
| Red Army Days      | Горячие денечки                       | Alexander Zarkhi, Iosif Kheifits      | Nikolay Simonov, Tatiana Okunevskaya, Nikolay Cherkasov, Janina Żejmo, Alexey Gribov | Comedie                              |             |
| The Last Port      | Последнии порта                       | Arnold Kordyum                        | Pyotr Masokha, Sergei Minin, Ladislav Golichenko                                     | Dramatic                             |             |
| Gibel sensatsii    | Гибель сенсации sau Робот Джима Рипль | Alexandr Andriyevsky                  |                                                                                      | Film științifico-fantastic           |             |
| The New Gulliver   | Новый Гулливер                        | Aleksandr Ptushko                     |                                                                                      | Animație                             |             |
| Paths of Enemy     | Вражьи тропы                          | Ivan Pravov și Olga Preobrazhenskaya  |                                                                                      |                                      |             |
| Pepo               | Պեպո                                  | Hamo Beknazarian, Armen Gulakyan      | Hrachia Nersisyan, Avet Avetisyan, Hasmik, Grigor Avetyan                            | Dramatic                             | RSS Armeană |
| The Youth of Maxim | Юность Максима                        | Grigori Kozintsev and Leonid Trauberg | Boris Chirkov                                                                        | Dramă istorică                       |             |
| Three Comrades     | Три товарища                          | Semyon Timoshenko                     | Mikhail Zharov                                                                       | Dramatic                             |             |

- Filmul Noul Guliver

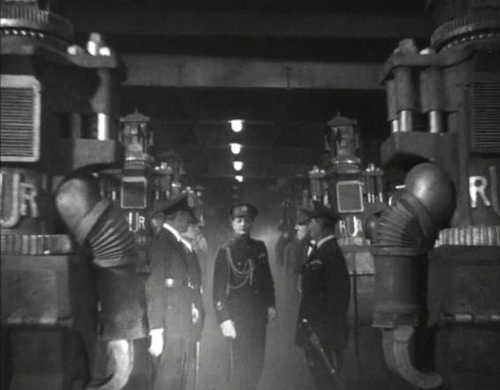
Gibel sensatsii